# Дыржава
Дыржава (болг. Държава) — село в Болгарии. Находится в Старозагорской области, входит в общину Чирпан. Население составляет 136 человек.

## Политическая ситуация
Дыржава подчиняется непосредственно общине и не имеет своего кмета.
Кмет (мэр) общины Чирпан — Васил Георгиев Донев (коалиция: Политическое движение социал-демократов и Объединённый блок труда) по результатам выборов в правление общины.